# Ponthieu

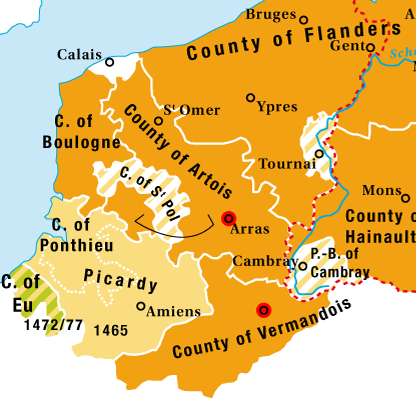
Mapa que mostra o Condado de Ponthieu

Ponthieu foi um antigo condado francês, cuja capital era Abbeville e a principal praça-forte Montreuil-sur-Mer.
Hoje, é um pays pela lei de 4 de Fevereiro de 1995. Está compreendido aproximadamente entre os rios Somme e Authie e é limitado a oeste pela Marquenterre. Compreende os cantões de Crécy-en-Ponthieu, Nouvion-en-Ponthieu e Ailly-le-Haut-Clocher.